# عمار باطويل
عمار الطويل مبارك باطويل (1981) كاتب وروائي يمني من مواليد قرية خيلة في وادي دوعن في حضرموت. ويقيم في جدة في السعودية. له عدة  كتب منها «قرحة قلم» وكتاب «الوقوق على حافة ثلجية، مطالعات من أمريكا» ورواية «سالمين» عن دار فضاءات عمان الأردن. وكتاب مشترك بعنوان «كم رئة للساحل» عام 2020 مع مجموعة كُتّاب وكاتبات انثولوجيا الشارقة عاصمة عالمية للكتاب.

## كتب
| الاسم                 | دار النشر                  | الدولة / المدينة | تاريخ النشر | عدد الصفحات | ردمك ISBN            | المصدر |
| --------------------- | -------------------------- | ---------------- | ----------- | ----------- | -------------------- | ------ |
| قرحة قلم              | دار حضرموت للدراسات والنشر |                  | 2012        | 260         |                      | [ 2 ]  |
| الوقوف على حافة ثلجية | دار كنوز المعرفة           |                  | 2013        |             |                      | [ 4 ]  |
| سالمين                | دار فضاءات للنشر والتوزيع  | عمان (مدينة)     | 2015        | 109         | (ردمك 9789957306118) | [ 5 ]  |
| عقرون94               | ثقافة للنشر والتوزيع       | أبو ظبي          | 2017        | 95          | (ردمك 9789948232995) | [ 6 ]  |
| طريق مولى مطر         | ثقافة للنشر والتوزيع       | أبو ظبي          | 2019        | 115         | (ردمك 9789948387107) | [ 7 ]  |